# Hitzkirch
Hitzkirch es una comuna suiza del cantón de Lucerna, situada en el distrito de Hochdorf. Limita al noroeste con las comunas de Ermensee y Altwis, al norte con Aesch y Schongau, al este con Buttwil (AG), Geltwil (AG) y Beinwil (Freiamt) (AG), al sur con Hohenrain, y al suroeste con Römerswil.
La comuna es el resultado de la fusión el 1 de enero de 2009 de las comunas de Hitzkirch, Gelfingen, Hämikon, Mosen, Müswangen, Retschwil y Sulz. Gracias a esta fusión y a su enclave al noroeste de la comuna, Hitzkirch limita también con Beromünster.